# Muhsin Al-Ramli

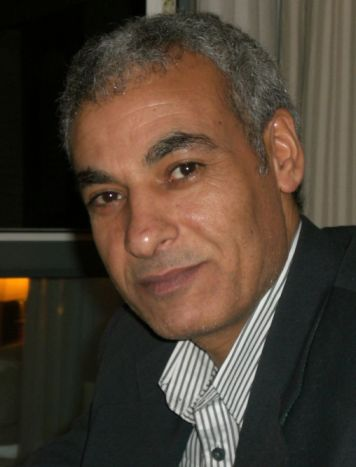
Muhsin Al-Ramli (2010)

Muhsin Al-Ramli (arabisch محسن الرملي, DMG Muḥsin ar-Ramlī; * 7. März 1967 im Irak) ist ein irakischer Schriftsteller, Poet und Übersetzer, der seine Texte in Arabisch und Spanisch verfasst.
Al-Ramli lebt seit 1995 in Spanien und erlangte dort 2003 seinen Doktortitel an der Universidad Autónoma Madrid zum Thema „Die Spuren der islamischen Kultur in dem Werk Don Quijotes“. Weiterhin übersetzte er verschiedene klassische Werke ins Arabische. Er ist Mitherausgeber des Kulturmagazins ALWAH und Lehrer an der Saint Louis University, Madrid.

## Veröffentlichungen
- Das Geschenk des kommenden Jahrhunderts (Kurzgeschichten) 1995.
- Auf der Suche eines lebendigen Herzes (Theaterstück) 1997.
- Schriftstücke fern des Tigris (Kurzgeschichten) 1998.
- Verstreute Seelen (Roman) 2000; Auszeichnung von Arkansas (USA) 2002 für die englische Fassung: (Scattered Crumbs).
- Die glücklichen Nächte des Bombardements (Erzählung) 2003.
- Wir sind alle Witwer der Antworten (Lyrik) 2005.
- Dattelfinger (Roman) 2008.
- Sie liegt schlafend unter Soldaten (Lyrik) 2011.
- Orangen aus Baghdad und chinesische Liebe (Kurzgeschichten) 2011.
- Präsident Gärten (Roman) 2012.
- Der Wolf der Liebe und Bücher (Roman) 2015.